# Municipio de Warner (Míchigan)
El municipio de Warner (en inglés: Warner Township) es un municipio ubicado en el condado de Antrim en el estado estadounidense de Míchigan. En el año 2010 tenía una población de 416 habitantes y una densidad poblacional de 4,51 personas por km².

## Geografía
El municipio de Warner se encuentra ubicado en las coordenadas 45°4′6″N 84°55′49″O / 45.06833, -84.93028. Según la Oficina del Censo de los Estados Unidos, el municipio tiene una superficie total de 92.19 km², de la cual 91,94 km² corresponden a tierra firme y (0,27 %) 0,25 km² es agua.

## Demografía
Según el censo de 2010, había 416 personas residiendo en el municipio de Warner. La densidad de población era de 4,51 hab./km². De los 416 habitantes, el municipio de Warner estaba compuesto por el 97,84 % blancos, el 0,24 % eran afroamericanos, el 0,48 % eran isleños del Pacífico, el 0,24 % eran de otras razas y el 1,2 % eran de una mezcla de razas. Del total de la población el 0,48 % eran hispanos o latinos de cualquier raza.